# Бјула Вали (Колорадо)
Бјула Вали (енгл. Beulah Valley) насељено је место без административног статуса у америчкој савезној држави Колорадо.

## Демографија
По попису из 2010. године број становника је 556, што је 608 (-52,2%) становника мање него 2000. године.
| Група             | 2000.         | 2010.       |
| Белци             | 1.071 (92,0%) | 510 (91,7%) |
| Афроамериканци    | 3 (0,3%)      | 1 (0,2%)    |
| Азијати           | 0 (0,0%)      | 0 (0,0%)    |
| Хиспаноамериканци | 70 (6,0%)     | 40 (7,2%)   |
| Укупно            | 1.164         | 556         |